# Le'Raven Clark
Le'Raven Clark (* 22. dubna 1993 v Bryan, stát Texas) je hráč amerického fotbalu nastupující na pozici Offensive tackla za tým Indianapolis Colts v National Football League. Univerzitní fotbal hrál za Texas Tech University, poté byl vybrán ve třetím kole Draftu NFL 2016 týmem Indianapolis Colts.

## Vysoká škola
Clark navštěvoval Rockdale High School, kde se kromě amerického fotbalu věnoval také basketbalu a atletice. Za své fotbalové výkony byl několikrát nominován do all-stars týmu státu Texas a jednou také do celonárodního týmu.

## Univerzita
Poté, co byl oznámkován čtyřmi hvězdičkami, vynechal Clark v roce 2011 na Texas Tech University celý první ročník. Ve druhém ročníku odehrál všech třináct utkání na pozici pravého Guarda. Za své výkony byl poté vybrán do all-stars týmu nováčků podle Football Writers Association of America i webu Scout.com. Před startem sezóny 2013 se Clark přesunul na pozici levého Offensive tackla, aby tak nahradil odcházejícího LaAdriana Waddlea. Rovněž byl považován za horkého kandidáta na Outland Trophy a Lombardi Award. Během ročníku odehrál všech třináct utkání a byl vybrán do prvního týmu konference Big 12. O rok později nastoupil do dvanácti utkání, a ofenzívě pomohl naběhat 1 836 yardů a povolit pouze 13 sacků. Podruhé za sebou byl vybrán do prvního all-stars týmu konference Big 12. Jako jeden z pěti kapitánů týmu odehrál v sezóně 2015 třináct utkání a potřetí za sebou byl vybrán do prvního all-stars týmu konference Big 12.

## Profesionální kariéra
| Parametry před draftem |           |            |                |                    |             |             |                   |                |              |
| Výška                  | Váha      | Délka paží | Velikost rukou | Sprint na 40 yardů | 10-yd split | 20-yd split | Vertikální výskok | Skok z místa   | Benchpress   |
| 6 stop 5¼ palce        | 316 liber | 36 ⅛ palce | 11⅞ palce      | 5.16 s             | 1.80 s      | 2.99 s      | 30 palců          | 9 stop 1 palec | 18 opakování |

### Indianapolis Colts
Clark byl draftován ve třetím kole Draftu NFL 2016 jako 82. hráč celkově týmem Indianapolis Colts, smlouvu s Colts podepsal 25. května 2016.